# 670

## Догађаји
- Византијско-арапски ратови: Арапска флота доминира Егејским морем и осваја стратешка острва, Родос, Кос и Хиос. Обала на јужном делу Мраморног мора је заузета, пружајући одличну базу у Кизику за почетак блокаде Цариграда морем.
- 15. фебруар – Краљ Освиу од Нортумбрије умире током ходочашћа у Рим у друштву бискупа Вилфрида. Наследио га је син Егфрит, док је његов најмлађи син Елфвајн постао краљ Деире. Освиу је сахрањен у опатији Витби, поред Едвина од Нортамбрије.
- Муслиманско освајање: Арапска војска од 10.000 људи под командом генерала Укбе ибн Нафија врши инвазију на Византијски егзархат Африке. Он успоставља војну базу у Каируану (Тунис) за даље инвазије и оснива Велику џамију, познату и као „Џамија Укбе“.
- 2. април - Хасан Ибн Али, умире у 44.
- Битка на реци Дафеи: Кинеске снаге (80.000 људи), под генералом Сјуе Ренгуијем из династије Танг, уништене су од стране Тибетанаца, који преузимају контролу над Таримским басеном.
- Покрет за рестаурацију Гогуриеоа, који предводи Геом Мојам у северној Кореји, поставља Ансеунга на трон. Геом је касније убијен, а Ансеунг бежи у суседно краљевство Сила.
- Таруманагара (модерна Индонезија) је подељена на два краљевства (Краљевство Сунда и Краљевство Галух), са реком Читарум као границом.